# The Bandit (Kings of Leon)
The Bandit is een nummer van de Amerikaanse rockband Kings of Leon uit 2021. Het is de eerste single van hun achtste studioalbum When You See Yourself.
"The Bandit" vertelt het verhaal van een premiejager die een bandiet achtervolgt. Het nummer behaalde de 18e positie in de Amerikaanse Rock Songs-lijst van Billboard, en de 13e positie in de Vlaamse Tipparade. Hoewel het nummer in Nederland geen hitlijsten bereikte, werd het er wel een radiohit.